# Günther Rall
Günther Rall (Gaggenau, 10 maart 1918 - 4 oktober 2009) was een Duitse gevechtspiloot uit de Tweede Wereldoorlog. Hij schoot 275 vijandige toestellen neer en was daarmee een van de meest succesvolle gevechtspiloten aller tijden.

## Jeugd
Günther Rall werd geboren in een dorpje op het Zuid-Duitse platteland in Baden-Württemberg, niet ver van Baden-Baden. Al op 17-jarige leeftijd besloot hij tot een carrière als beroepsmilitair. Om zijn kansen om toegelaten te worden tot het oud-württembergse Infanterie-Regiment Nr. 13 te vergroten, verliet hij in 1935 het humanistische Karls Gymnasium te Stuttgart en verruilde dat voor de Nationalpolitische Erziehungsanstalt Backnang. Op 6 december 1936 meldde hij zich bij het 13de Infanterie-Regiment in Ludwigsburg om zijn carrière als infanterist te beginnen. Het zou anders lopen: in 1938 besloot hij de infanterie te verruilen voor de nieuwe Duitse Luftwaffe. Rall zou later in interviews zeggen dat hij gehersenspoeld was door propaganda.
Na een korte opleiding behaalde hij zijn vliegbrevet en volgde verder een opleiding tot officier. Op 1 december 1938 werd Rall bevorderd tot luitenant. In zijn opleiding leerde hij op verschillende vliegtuigen vliegen, maar gedurende de oorlogsjaren vloog hij voornamelijk met een Messerschmitt Bf 109.

## In de oorlog
Rall kwam voor het eerst in actie tijdens de slag om Frankrijk in mei en juni 1940. Als luitenant gaf hij leiding aan een eskader van tien toestellen dat de oprukkende Duitse grondtroepen moest ondersteunen. Rall schoot tijdens de slag om Frankrijk zelf één vliegtuig neer en werd onderscheiden met het IJzeren Kruis 1939.
Nadat Frankrijk veroverd was, werd Rall gestationeerd op een basis bij Calais. Duitsland begon nu aan de slag om Engeland en Rall moest met zijn Messerschmitt Bf 109 Duitse bommenwerpers escorteren die de Britse vliegvelden bombardeerden.
Tijdens de laatste fase van de slag om Engeland werd Rall met zijn eskader (8./JG52) overgeplaatst naar Roemenië. Hier zou hij de olievelden beschermen tegen mogelijke Sovjetaanvallen. Na het begin van de invasie van de Sovjet-Unie haalde hij in de eerste maanden alleen drie Sovjetbommenwerpers neer, maar naarmate hij meer vloog zou het aantal neergeschoten tegenstanders omhoog gaan; hij schoot het ene toestel na het andere uit de lucht. Van zijn 275 overwinningen vielen er 272 aan het Oostfront (de andere drie betroffen één neergeschoten Curtiss P-36 Hawk op 18 mei 1940 bij Metz in Noord-Frankrijk, en een P-38 Lightning en P-47 Thunderbolt op respectievelijk 29 april 1944 ten noorden van Hannover en 12 mei 1944 bij Wetzlar).
Rall werd door zijn collega-vliegers geprezen om zijn lef en zijn doorzettingsvermogen. Meerdere malen raakte zijn Messerschmitt zwaar beschadigd maar toch bleef Rall doorvechten. Rall werd niet minder dan acht keer neergeschoten en raakte daarbij vier keer zwaargewond.

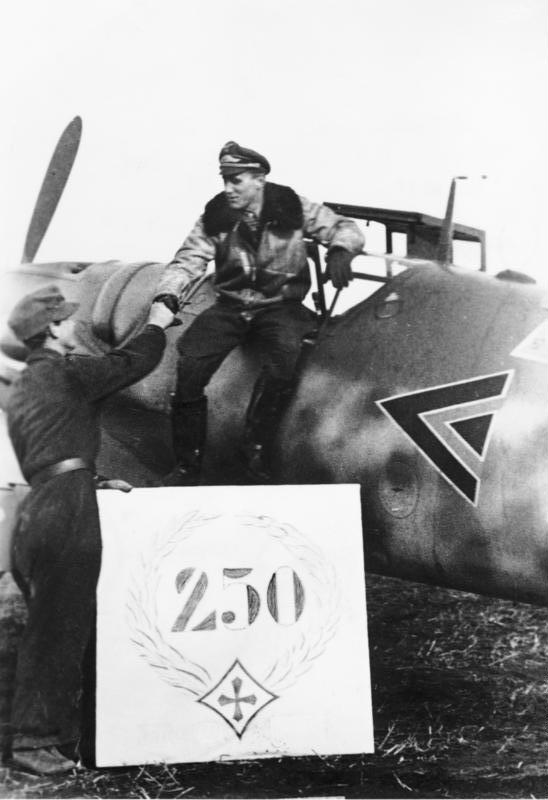
Günther Rall bij zijn 250ste "luftsieg" neergeschoten vijandelijke vliegtuig.

Na april 1944 werd Rall teruggehaald van het oostfront, op dat moment had hij 273 vijandige vliegtuigen neergehaald. Hij werd commandant van JG11, en schoot nog twee Amerikaanse jagers neer. Direct na de tweede van deze overwinningen werd zijn toestel door een andere P-47 geraakt, waarbij Rall zijn duim verloor. Hij wist zich met een parachute te redden maar was lang uitgeschakeld omdat hij in het ziekenhuis een infectie aan zijn verwonding opliep.
Tijdens de laatste maanden van de oorlog vloog Rall als commandant van JG300.

## Na de oorlog
Na de oorlog kreeg Rall te horen wat er was gebeurd in de concentratiekampen. Rall werd een fanatieke antinazi en een pacifist. Hiermee was hij van de weinige nazi's die zich later tegen de oorlog keerden. In veel documentaires en boeken legde hij uit waarom hij tijdens de oorlog zo hard vocht: hij gaf toe door propaganda geïndoctrineerd te zijn. Hij wist niets van de politiek en geloofde dat hij voor zijn vaderland moest vechten. Ook werd Rall voorzitter van een organisatie die zich inzette voor Duitse oorlogsveteranen.

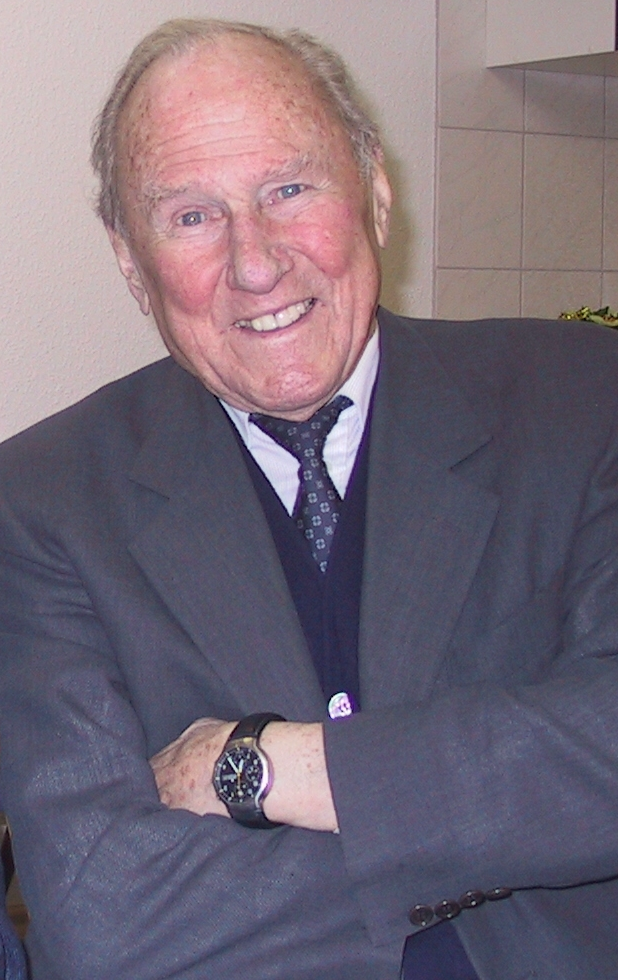
Günther Rall in 2004

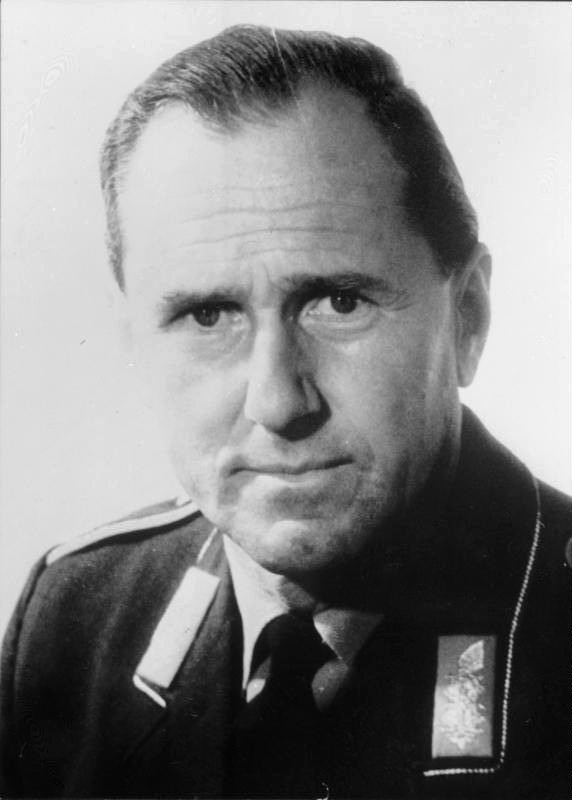
Günther Rall als Generalleutnant, Inspekteur der Luftwaffe.

Rall nam zich voor nooit meer oorlog te willen meemaken en trad juist daarom op 1 januari 1956 in de rang van majoor toe tot de nieuw opgerichte Bundeswehr van de nu democratische Bondsrepubliek Duitsland. In de daaropvolgende jaren maakte Rall verder carrière bij de nieuwe Duitse Luftwaffe. Op 13 oktober 1975 ging Rall in de rang van luitenant-generaal met pensioen. Zijn laatste positie was die van de Duitse permanente vertegenwoordiger bij de militaire commissie van de NAVO.
Rall heeft over zijn belevenissen in 2004 een boek geschreven: Mein Flugbuch - Erinnerungen 1938-2004
Tot kort voor zijn dood op 4 oktober 2009, was Rall nog vaak te zien op de Duitse televisie.

## Militaire loopbaan
Luftwaffe
- Offizieranwärter: 4 december 1936
- Fähnrich: 1937[6][7]
- Oberfähnrich: 1 juli 1938
- Leutnant: 1 december 1938[7]
- Oberleutnant: 1940[7]
- Hauptmann: april 1943[7]
- Major: 1 november 1943 - 1944[7]

Bundeswehr
- Major: 1 januari 1956
- Generalleutnant:

## Decoraties
- Ridderkruis van het IJzeren Kruis op 3 September 1942 als Oberleutnant en Staffelkapitän van het 8./JG 52 (ter gelegenheid van de 65ste luchtoverwinning).[5][7][8][9][10]
- Ridderkruis van het IJzeren Kruis met Eikenloof (nr.134) op 26 oktober 1942 als Oberleutnant en Staffelkapitän van het 8./JG 52 (ter gelegenheid van de 100ste luchtoverwinning).[5][7][10][11][12]
- Ridderkruis van het IJzeren Kruis met Eikenloof en Zwaarden (nr.34) Swords op 12 september 1943 als Hauptmann en Gruppenkommandeur in het III./JG 52 (ter gelegenheid van de 200ste luchtoverwinning).[5][7][8][10]
- Duitse Kruis in goud op 15 december 1941 als Oberleutnant en Flugzeugführer, 8. Staffel, III. Gruppe, Jagdgeschwader 52, Luftwaffe[5][7][13]
- Ehrenpokal für besondere Leistung im Luftkrieg op 17 november 1941[5][7][14]
- Gezamenlijke Piloot-Observatiebadge[5][7][15]
- IJzeren Kruis 1939, 1e Klasse (juli 1940)[5][16] en 2e Klasse (23 mei 1940)[5][16]
- Gewondeninsigne 1939 in goud[7][15], zilver en zwart
- Gesp voor Gevechtsvluchten aan het Front voor jachtvliegers in goud met getal "600"[7]
- Dienstonderscheiding van Leger voor (4 dienstjaren) in 1940[7]
- Grote kruis van verdienste in de Orde van Verdienste van de Bondsrepubliek Duitsland met Ster in 1973[5]
- Legioen van Verdienste
- Society of Experimental Test Pilots (SETP) "Erelid"
- Hij werd tweemaal genoemd in het Wehrmachtsbericht. Dat gebeurde op:
- 29 augustus 1943[5][17]
- 30 november 1943[5][18]